# Třída Kolkata
Třída Kolkata (jinak též Projekt 15A) je třída víceúčelových raketových torpédoborců indického námořnictva. První jednotka třídy vstoupila do služby v roce 2014. Třídu tvoří tři jednotky a poté byla výroba přepnuta na pokročilejší třídu Visakhapatnam (Projekt 15B, čtyři jednotky), která od této třídy převzala konstrukci trupu.

## Stavba

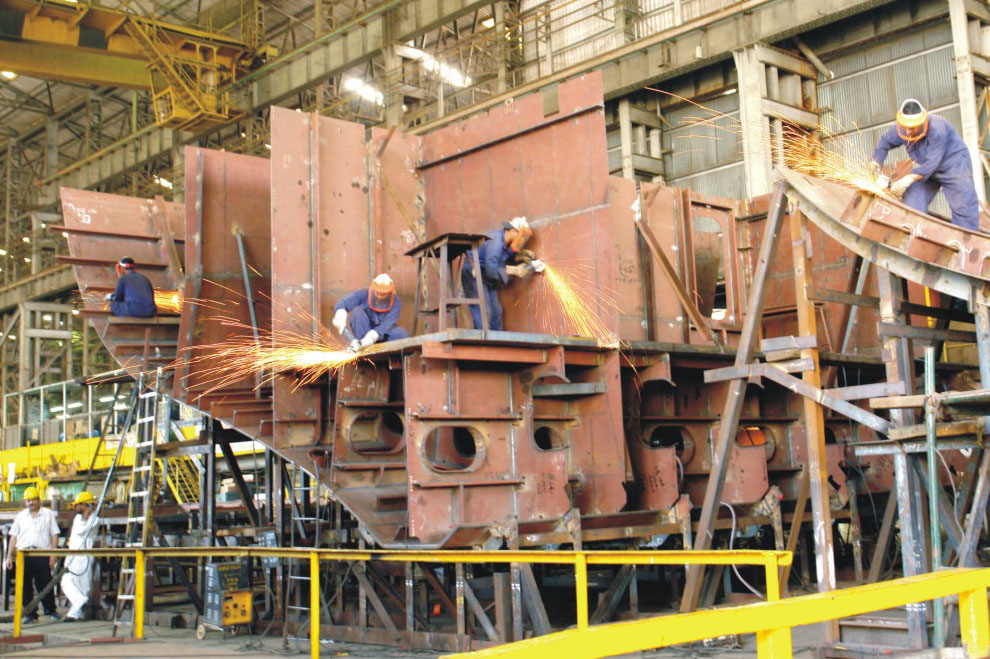
Práce na jedné z jednotek třídy Kolkata

V roce 2000 byla objednána stavba tří jednotek této třídy. Celou třídu staví indické loděnice Mazagon Dock Limited v Bombaji. Prototypová jednotka do služby vstoupila v srpnu 2014 a druhá v září 2015.
Jednotky třídy Kolkata:
| Jméno             | Založení kýlu  | Spuštěna        | Vstup do služby    | Status  |
| ----------------- | -------------- | --------------- | ------------------ | ------- |
| INS Kolkata (D63) | 26. září 2003  | 30. března 2006 | 16. srpna 2014     | aktivní |
| INS Kochi (D64)   | 25. října 2005 | 18. září 2009   | 30. září 2015      | aktivní |
| INS Chennai (D65) | 21. února 2006 | 1. dubna 2010   | 21. listopadu 2016 | aktivní |

## Konstrukce

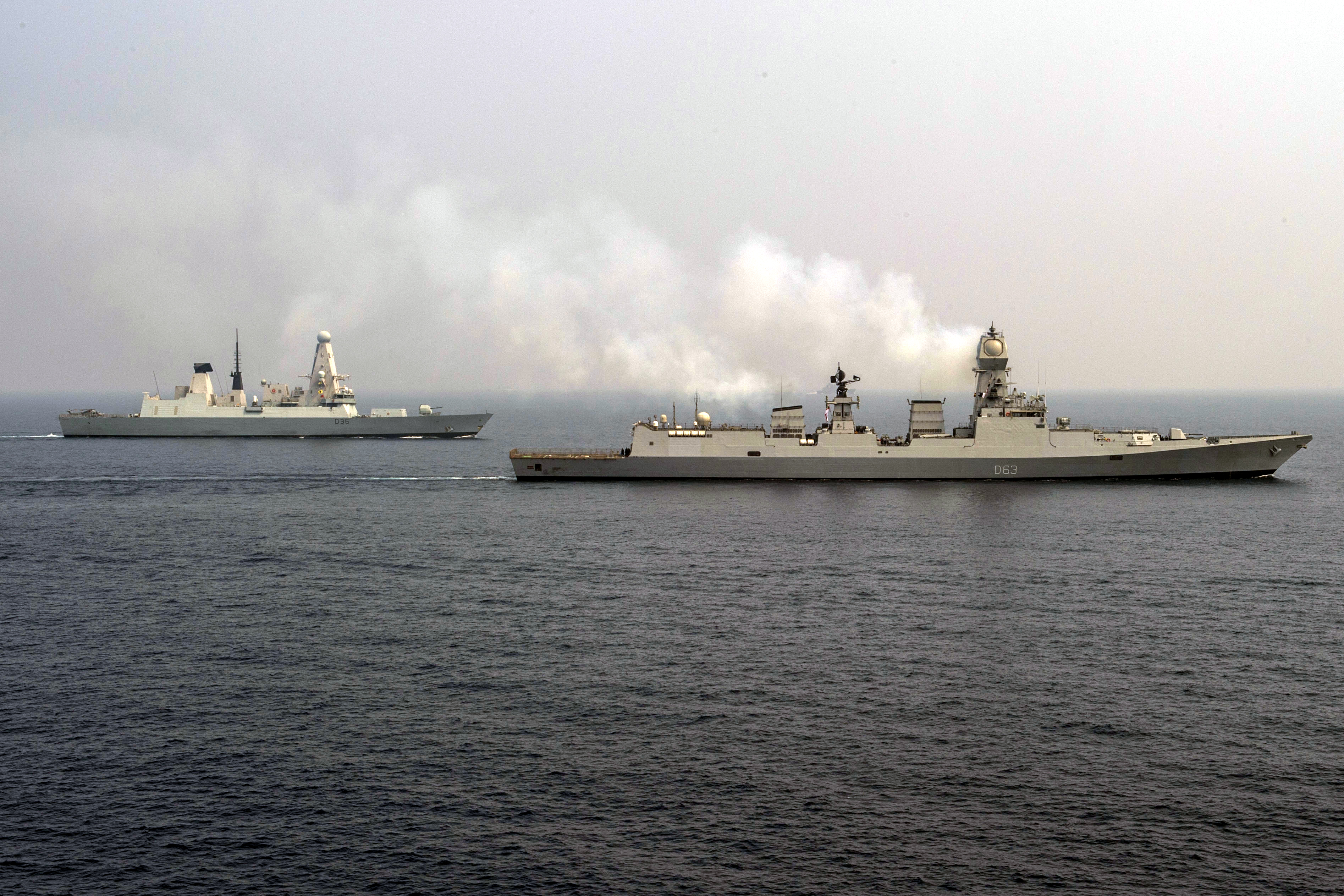
INS Kolkata (D63) a britský torpédoborec HMS Defender (D36)

Konstrukce této třídy vychází z předchozí třídy Delhi.
V příďové dělové věži je umístěn jeden 76mm kanón BHEL SRGM (licenční výrobek zbrojovky 76mm kanón OTO Melara Seper Rapid). Primární zbraní pro prostorovou protivzdušnou obranu je 64 protiletadlových řízených střel Barak 8. Hlavní údernou výzbrojí je šestnáct protilodních střel BrahMos s dosahem 290 km, umístěných ve vertikálních odpalovacích zařízeních. Pro bodovou obranu slouží 32 řízených střel Barak 1 a čtyři hlavňové systémy blízké obrany AK-630. Torpédoborce dále nesou dva raketové vrhače hlubinných pum RBU-6000. Na zádi se nachází přistávací plocha a hangár pro dva střední vrtulníky.
Pohonný systém je koncepce COGAG. Tvoří ho čtyři plynové turbíny Zorja-Mašroekt DT-59, uspořádané do dvou skupin. Lodní šrouby jsou dva. Nejvyšší rychlost je přesahovat 30 uzlů.